# The Ninth Hour
The Ninth Hour es el noveno álbum de estudio de la banda de metal sinfónico Sonata Arctica. Fue lanzado el 7 de octubre de 2016 y fue presentado ese mismo día en Noruega. Fue grabado entre los meses de abril y septiembre de 2016 en distintos estudios de Finlandia. Es el segundo álbum con Pasi Kauppinen en el bajo. Consta de 11 temas. Es el sucesor de Pariah's Child, lanzado dos años antes. Su productor es Pasi Kauppinen. Como ya es costumbre para la banda, este nuevo disco fue lanzado bajo el siempre poderoso sello alemán Nuclear Blast, y dura un poco más que el anterior. Salió tras dos años de espera, y en plena época de Tormenta eléctrica.

## Lista de canciones
Todas las canciones escritas por Tony Kakko.
| N.º   | Título                                                             | Letras     | Duración |  |
| 1.    | «Closer To An Animal»                                              | Tony Kakko | 5:25     |  |
| 2.    | «Life»                                                             | Tony Kakko | 5:07     |  |
| 3.    | «Fairytale»                                                        | Tony Kakko | 6:39     |  |
| 4.    | «We Are What We Are»                                               | Tony Kakko | 5:25     |  |
| 5.    | «Till Death's Done Us Apart»                                       | Tony Kakko | 6:06     |  |
| 6.    | «Among The Shooting Stars»                                         | Tony Kakko | 4:10     |  |
| 7.    | «Rise A Night»                                                     | Tony Kakko | 4:28     |  |
| 8.    | «Fly, Navigate, Communicate»                                       | Tony Kakko | 4:27     |  |
| 9.    | «Candle Lawns»                                                     | Tony Kakko | 4:32     |  |
| 10.   | «White Pearl, Black Oceans - Part II, "By The Grace Of The Ocean"» | Tony Kakko | 10:13    |  |
| 11.   | «On The Faultline (Closure To An Animal)»                          | Tony Kakko | 5:34     |  |
| 62:06 |                                                                    |            |          |  |

## Formación
- Tony Kakko - Voz
- Elias Viljanen - Guitarra
- Pasi Kauppinen - Bajo
- Henrik Klingenberg - Teclados
- Tommy Portimo - Batería

- Datos: Q26161653